# Johann Sieger
Johann Sieger (Johann Gerhard Wilhelm Sieger) (Frankfurt am Main, 21 juli 1856 - Lugano, 23 juli 1942) was de oprichter en eigenaar van de N.V. Amsterdamse Chininefabriek (ACF).
De Amsterdamse Chininefabriek begon in 1882 aan de De Wittenkade in Amsterdam-West.  Oorspronkelijk verwerkte het bedrijf de van het eiland Java afkomstige bast van de kinaboom tot kinine-extract, dat werd gebruikt in geneesmiddelen tegen malaria en koorts. Er werden ook andere geneesmiddelen geproduceerd en vanaf 1917 legde het bedrijf zich mede toe op groothandel.
Later kreeg het bedrijf de naam Amsterdam Chemie Farmacie NV.
Dr. Wilhelm Sieger (voluit eveneens Johann Gerhard Wilhelm Sieger) (1886-1958), scheikundige, zoon van Johann, werd in 1918 directeur van de ACF.
Sinds 1956 is er een Johann Siegerstraat op het industriegebied Overamstel in Amsterdam-Oost.